# Elachistocleis erythrogaster
Elachistocleis erythrogaster là một loài ếch trong họ Nhái bầu. Chúng là loài đặc hữu của Brasil.
Các môi trường sống tự nhiên của chúng là xavan ẩm, đồng cỏ nhiệt đới hoặc cận nhiệt đới vùng ngập nước hoặc lụt theo mùa, đầm nước ngọt có nước theo mùa, và vùng đồng cỏ. Loài này đang bị đe dọa do mất môi trường sống.